# 네마냐 구델
네마냐 구델(세르비아어: Немања Гудељ, Nemanja Gudelj, 1991년 11월 16일 ~ )은 세르비아의 축구 선수로 현재 스페인 라리가의 세비야 FC에서 활동 중이다.

## 클럽 경력

### NAC 브레다
구델은 2009년 7월 NAC 브레다와 처음으로 프로 계약을 체결했지만, 데뷔 시즌에 공식 출전은 실패했으며 여러 차례 벤치에 이름을 올렸지만.

### AZ
2013년 여름, 구델은 약 300만 유로의 금액으로 AZ 알크마르로 이적했으며, NAC에서 매니저로 활동하던 아버지가 판매하여 네년 계약을 체결했다.
그는 포르투갈 클럽 포르투로부터 관심을 받았다.

### 아약스
2015년 5월 6일, 구델이 2015-16 시즌부터 AFC 아약스에 합류할 것이 발표되었다. 그와 함께 그의 나이가 어린 형제 드라기샤는 아약스 유스 팀로 이동하고 그의 아버지 네보이샤는 주로 발칸과 세르비아 출신 선수를 스카우팅하는 클럽 스카우트가 될 것이라고 발표되었다. 2016년 11월 5일, 구델은 선발 라인업에 포함되지 않았다고 밝힌 후, 1군 선발에서 제외되었다.

### 톈진 TEDA
2017년 1월 5일, 아약스는 구델이 2017년 1월 25일에 약 550만 유로로 톈진 TEDA로 이적할 것이라는 소문을 전했다.

### 광저우 에버그란데 타오바오
2018년 1월 28일, 광저우 에버그란데 타오바오는 구델이 톈진 TEDA에서 이적되어 2년 계약을 체결했다고 발표했다. 이적료는 공개되지 않았다. 그는 2018년 2월 21일에 2018 AFC 챔피언스 리그의 두 번째 그룹 스테이지 경기에서 세레소 오사카와의 원정 경기에서 데뷔했다. 0-0 무승부로 끝났다. 3월 14일, 그는 AFC 챔피언스 리그의 네 번째 그룹 스테이지 경기에서 제주 유나이티드와의 원정 경기에서 클럽을 대표해 첫 골을 넣었으며, 광저우 에버그란데의 2-0 승리를 이끌었다. 구델은 2018년 7월에 외국 선수 수 제한으로 인해 1군 팀에서 제외되었다.

#### 스포르팅 CP (대여)
2018년 8월 23일, 구델은 2018-19 시즌을 위해 프라이메이라 리가 팀인 스포르팅 CP로 대여되었다. 스포르팅 CP 선수로서 4년간 계약이 연장될 것이다. 실제 대여 계약은 시즌 마지막에 만료되므로 그는 자유 선수로 이적할 것이다.

### 세비야
2019년 7월 23일, 구델은 스페인 팀인 세비야 FC와 계약을 체결했다. 2020년 7월, 그는 COVID-19 양성 판정을 받았다.

## 국가 대표팀 경력
U19 및 U21 대표팀에서 선발된 후, 구델은 2014년 3월 5일 친선 경기에서 아일랜드을 상대로 2-1로 이긴 경기에서 마지막 순간에 안토니오 루카비나 대신 교체로 등장하여 첫 번째 출전 기록을 세웠다. 2014년에 구델은 자메이카와 두 차례, 파나마, 그리고 브라질을 상대로 국가 대표팀에서 더욱 네 차례 출전했다.
2014년 7월, 그의 전 AZ에서의 코치인 딕 아드보카트가 2016년 유로 예선을 위한 세르비아 국가 대표팀 감독으로 임명되었다. 그는 2014년 11월 18일 그리스와의 원정 친선 경기에서 선수로서 첫 번째 골을 넣었다.
2022년 11월, 그는 카타르에서 열리는 2022 FIFA 월드컵을 위한 세르비아 대표팀 명단에 선발되었다. 그는 그룹 리그 경기에서 브라질와 스위스를 상대로 출전했다. 세르비아는 그룹에서 4위로 마무리했다.